# Grupo Memphis

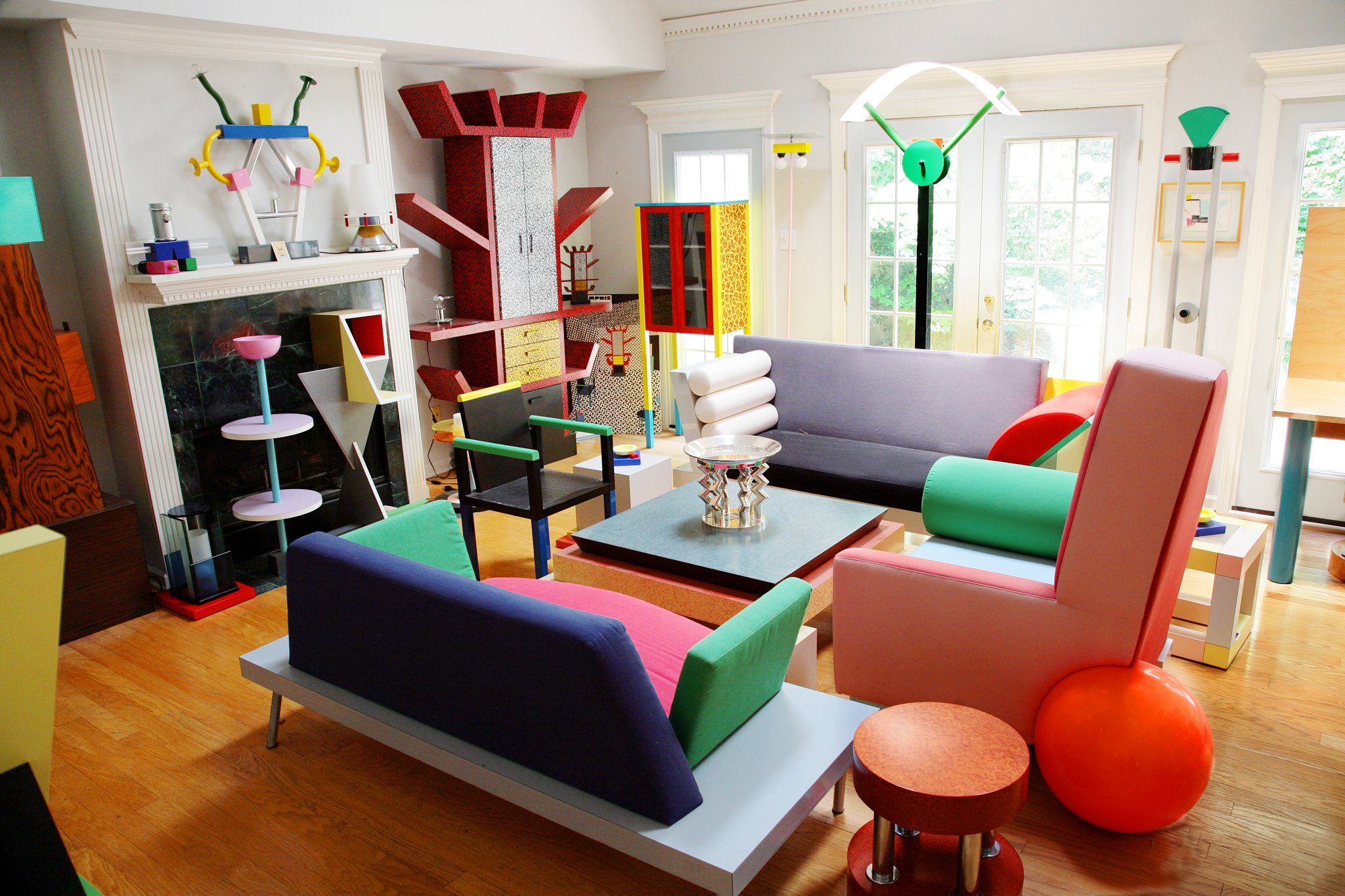
Colección de objetos diseñados por el grupo Memphis.

El Grupo Memphis , también conocido como Memphis Milano , fue un grupo de diseño y arquitectura italiano fundado por Ettore Sottsass . Estuvo activo de 1980 a 1987. El grupo diseñó muebles, iluminación, telas, alfombras, cerámica, vidrio y objetos de metal posmodernos.
El trabajo del grupo de Memphis a menudo incorporaba materiales plásticos laminados y terrazo y se caracterizaba por un diseño efímero con decoración colorida y abstracta, así como formas asimétricas, a veces aludiendo arbitrariamente a estilos y diseños exóticos o anteriores.
Memphis nació la tarde del 11 de diciembre de 1980, cuando Sottsass invitó a un grupo de jóvenes diseñadores y arquitectos a discutir el futuro del diseño. Juntos querían cambiar el concepto en el que se había centrado el diseño, que era el racionalismo del Movimiento Moderno, y pretendían hacerlo creando y formando un nuevo colectivo de diseño. Después de su reunión inicial, el grupo se fue a intercambiar ideas y conceptos diferentes y, tres meses después, volvieron a reunirse listos para compartir más de cien dibujos que habían producido durante ese tiempo. 

## Historia

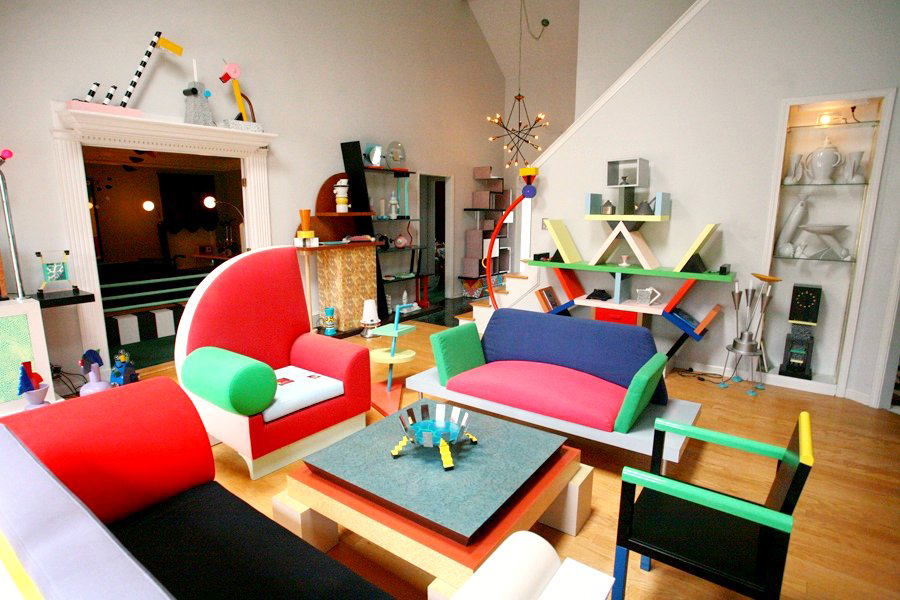
Muebles de Memphis Group presentados en el espacio de una sala de estar.

La inspiración para llamarse "Memphis" surgió durante su primer encuentro, cuando el disco de Bob Dylan " Stuck Inside of Mobile with the Memphis Blues Again " había sonado repetidamente de fondo.  Para Sottsass, el nombre "Memphis" representaba dos cosas: una ciudad en Tennessee y la capital del antiguo Egipto. Luego, el grupo de diseñadores siguió adelante y utilizó la ambigüedad detrás del nombre "Memphis" para representar y simbolizar sus ambiguas filosofías de diseño de muebles, objetos y textiles. En el caso concreto de Sottsass, mostró un gran interés por el gusto de la clase media, las tradiciones del Tercer Mundo y Oriente y la naturaleza virgen. Se elegirá el nombre de Memphis tanto por ser la ciudad de Tennessee donde nació Elvis Presley como por ser la capital del Antiguo Egipto (Memphis).

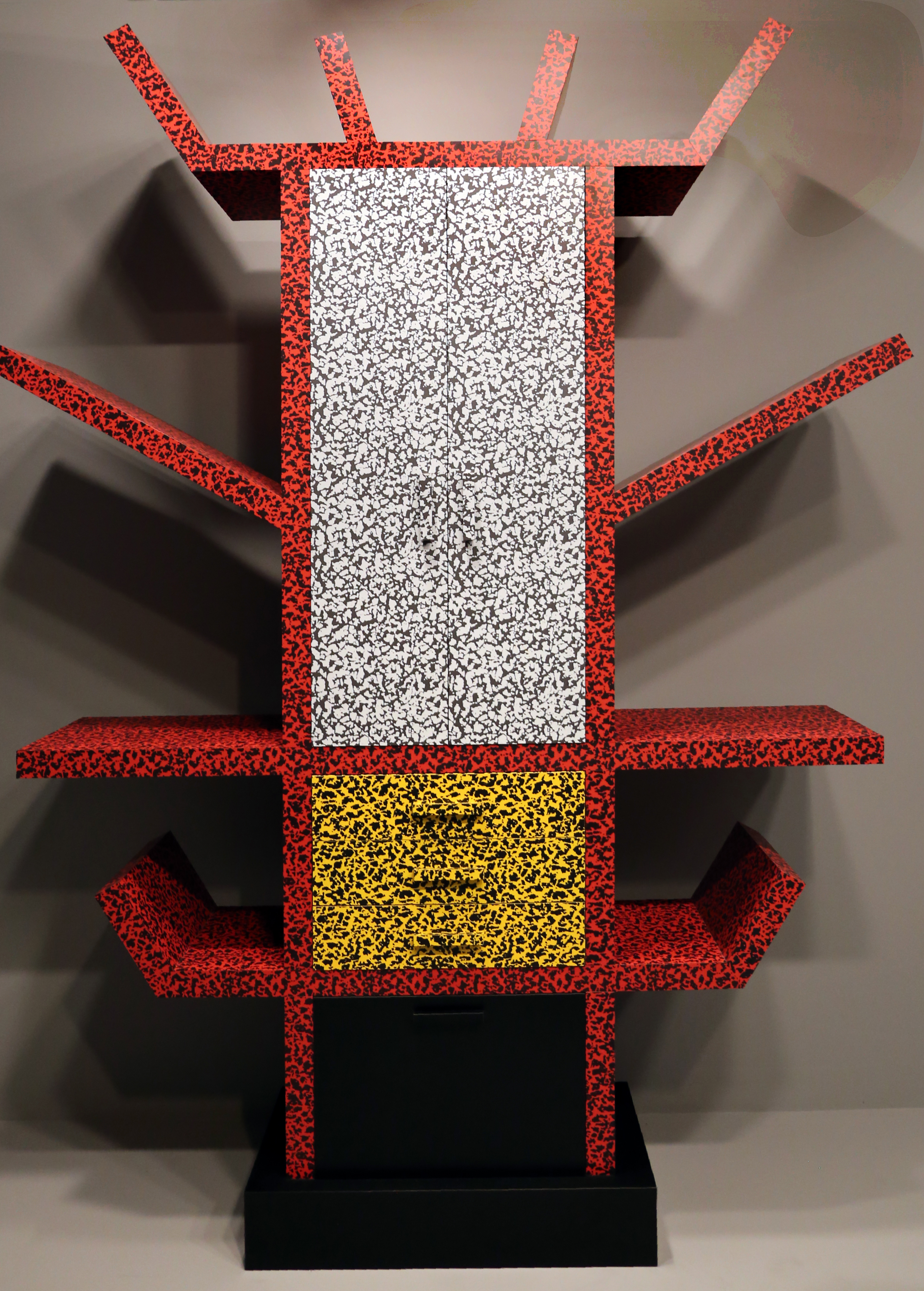
Librero casablanca de 1981 por Ettore sottsass.

El 19 de septiembre de 1981 se expusieron en la galería Arc '74 55 muebles, lámparas y objetos de cerámica. Tres meses después, más de cuatrocientos periódicos mundiales celebraron el éxito de Memphis. 
Sottsass dejó el grupo en 1985 para centrarse en su estudio de diseño y arquitectura, Sottsass Associati.

## Estilo

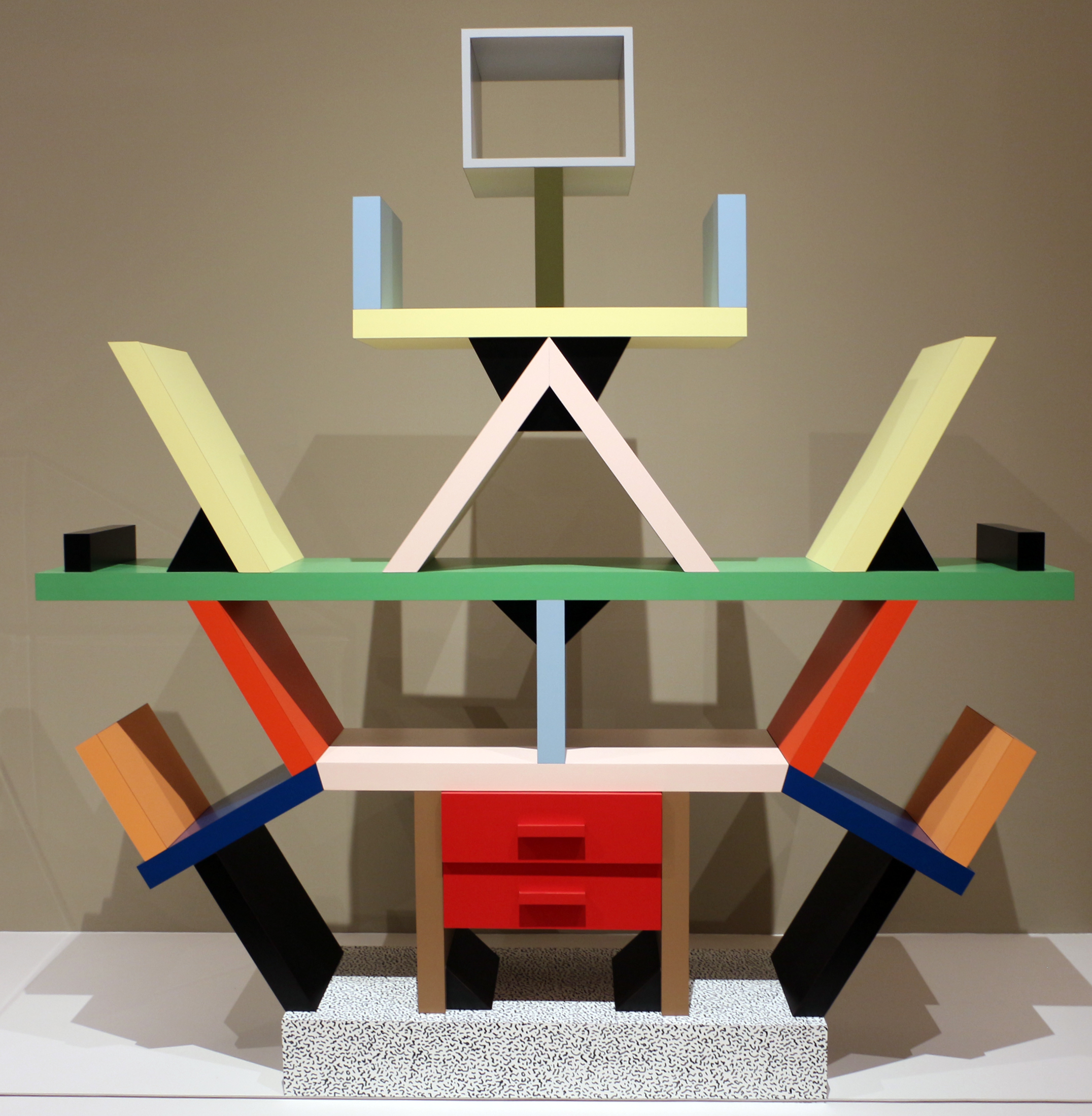
Separador de ambientes Carlton de Ettore Sottsass para Memphis, 1981

Los coloridos muebles de Memphis han sido descritos como "extraños", "incomprendidos", "odiados" y "una boda forzosa entre la Bauhaus y Fisher-Price ".
Durante sus años de actividad, el grupo diseñó una serie de muebles inconformistas. Uno de sus diseños más populares y conocidos es el Room Divider "Carlton" , un poste totémico que incorpora una variedad de colores brillantes, formas sólidas y vacíos. La estructura en sí está construida con laminados de plástico baratos, aunque diseñada para ser vendida en un mercado de lujo, e incorpora una serie de triángulos equiláteros, tanto reales como implícitos.

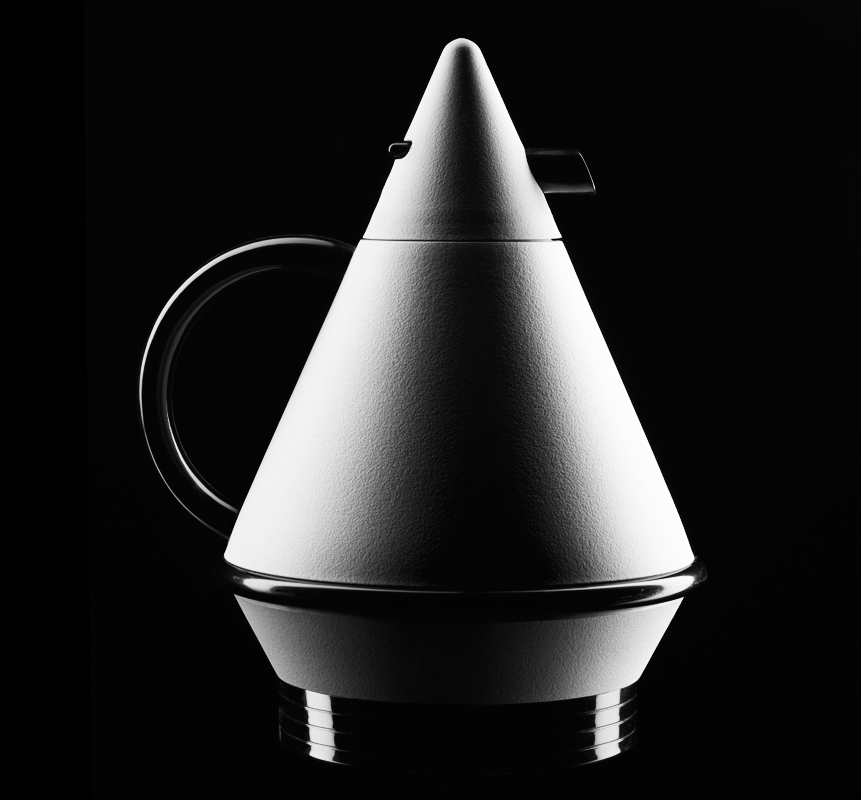
Jarra Zojirushi por Carafe K. Shigeto de Memphis Milano Design

El diseño de muebles, arquitectura, artículos para el hogar y ropa de mediados de los 80 a principios de los 90 estuvo fuertemente influenciado por Memphis Design. Las empresas de surf, skate, esquí y BMX adoptaron rápidamente la estética en sus diseños. Programas de televisión como Miami Vice mostraron muchos ejemplos arquitectónicos. Nickelodeon utilizó el estilo como base para el diseño de su escenografía Double Dare.
Obras derivadas
Los diseños de Memphis sirvieron de inspiración para el desfile de la colección de alta costura de Christian Dior Otoño/Invierno 2011-2012, para la colección Missoni de invierno 2015.
Los coleccionistas de diseño notables de Memphis incluyeron al diseñador de moda Karl Lagerfeld  y al músico David Bowie.  Después de la muerte de Bowie en 2016, parte de su colección, incluidas las piezas que poseía del Grupo Memphis, fue subastada en una subasta de Sotheby's.
Un estilo de ilustración "plano, geométrico y figurativo" "normalmente compuesto de colores sólidos", popular a finales de la década de 2010, especialmente entre las empresas emergentes, fue denominado " Corporate Memphis " por la revista Wired por su parecido con los diseños de Memphis.
Como fundador del grupo, Ettore Sottsass se convirtió en el líder del Grupo Memphis y ahora es uno de los diseñadores italianos de posguerra más conocidos. 
Martine Bedin, diseñadora francesa, también fue miembro de Memphis. Se unió al grupo por primera vez cuando tenía veintitantos años y se la consideraba responsable de supervisar toda la iluminación de Memphis que se producía. Su padre había sido ingeniero y ella también "jugaba continuamente con cosas prohibidas", todo lo cual contribuyó a su puesto designado. Durante su estancia en Memphis, Bedin diseñó y pensó en numerosas ideas. Su diseño de la Super lámpara colocada sobre ruedas, diseñada por primera vez en 1978, supuestamente representaba, junto con un grupo de otros objetos, elementos "parecidos a amigos". La lámpara de Bedin se produjo posteriormente en un taller artesanal, donde se fabricaban todos los productos de Memphis, y su primer prototipo se exhibe ahora en el Victoria & Albert Museum de Londres, Inglaterra. 
Peter Shire, escultor, diseñador y alfarero originario de California, fue otra figura que formó el Grupo Memphis. Fue descubierto por primera vez gracias a Wet: The Magazine of Gourmet Bathroom, una publicación de estilo de vida en la costa oeste en la que colaboraba ocasionalmente el socio de Sottsass. En un artículo sobre las teteras de Shire en 1977, citó: "No soy un gran bebedor de té [...] En realidad, mi primer impulso es poner Coca-Cola en las teteras. Soy un gran bebedor de Coca-Cola y me encantaría "Ver Coca-Cola saliendo de las teteras y haciendo espuma en el suelo". Su enfoque y actitud únicos le aseguraron más tarde un lugar como miembro de Memphis.

## Crítica
Aunque mucha gente ridiculizó su trabajo, el grupo de Memphis fue innovador. Su uso de colores chocantes, disposiciones desordenadas y laminados de plástico de colores brillantes era nunca antes visto. En aquella época, los objetos solían diseñarse para ser funcionales, no decorativos. Memphis cambió esto con un enfoque más creativo del diseño, donde se burlaban de los objetos cotidianos diseñándolos de una manera inusual.

## Disolución
El grupo se disolvió en 1987 porque a sus miembros les resultó difícil mantener su éxito comercial después de que se desvaneciera el entusiasmo por su nuevo movimiento. Entre sus miembros estaban: 
- Ettore Sottsass
- Martine Bedin
- Andrea Branzi
- Aldo Cibic
- Michele De Lucchi
- Nathalie du Pasquier
- Michael Graves
- Massimo Iosa Ghini
- Shiro Kuramata
- Javier Mariscal
- Alessandro Mendini
- Barbara Radice
- Cinzia Ruggeri
- Peter Shire
- George Sowden
- Gerard Taylor
- Matteo Thun
- Masanori Umeda
- Marco Zanini
- Marco Zanuso

Después de la disolución, los miembros tomaron caminos separados. Algunos como Nathalie Du Pasquier , exmiembro del grupo de origen francés, han colaborado con marcas y empresas en los últimos años. En 2013, ella y la empresa danesa HAY colaboraron donde diseñó y creó bolsos estampados al estilo Memphis. Posteriormente también colaboró con American Apparel, una empresa de moda fundada en Canadá que se mudó a California, donde diseñó una de sus colecciones. 
Los diseños del Grupo Memphis han servido de inspiración para muchas otras empresas de moda, como Dior y Missoni, quienes se inspiraron para diseñar colecciones de moda basadas en el trabajo original de Memphis.

## Galería

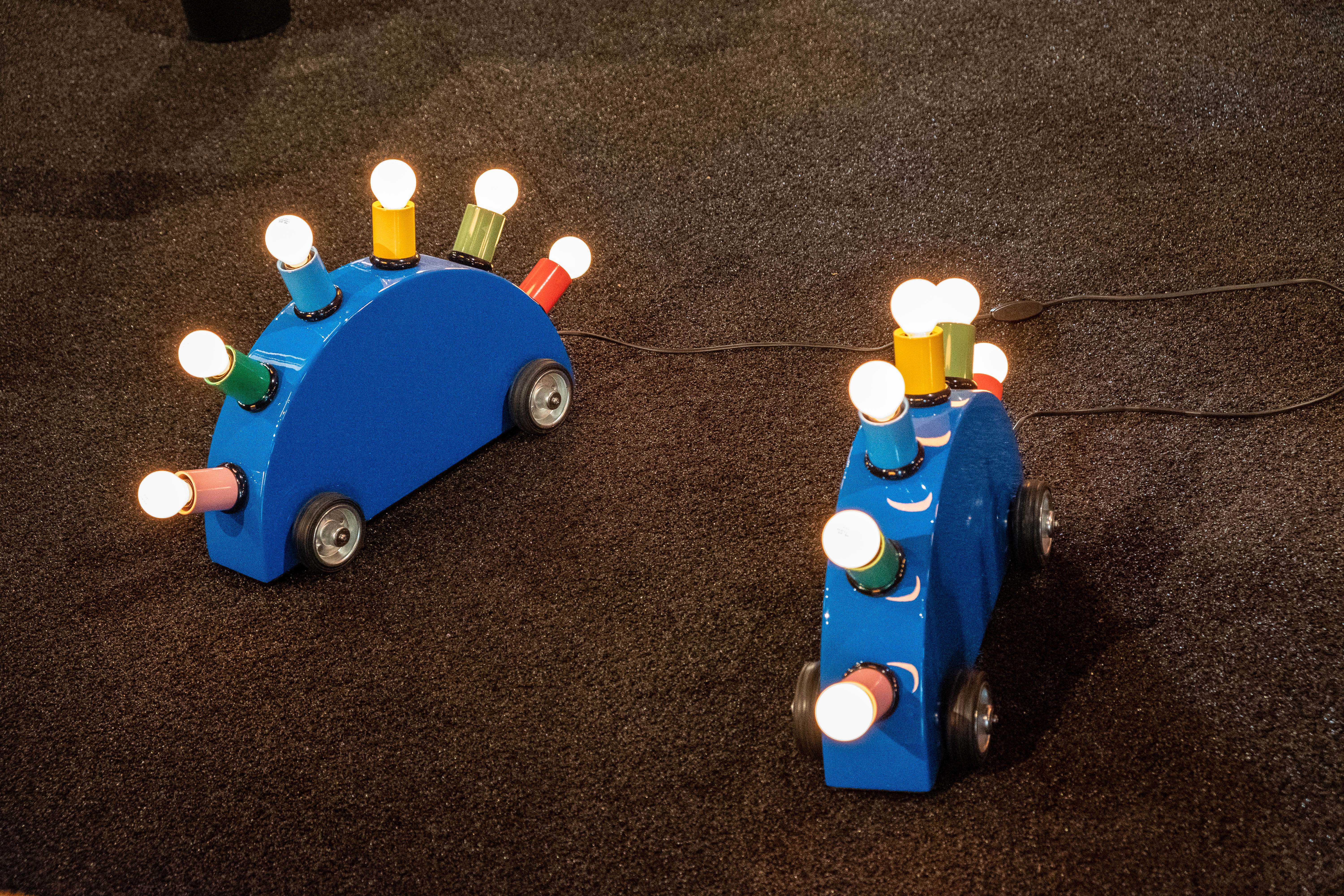
Lámpara de Martine Bedin
Aparador Bertrand de Iosa Ghini para Memphis Group

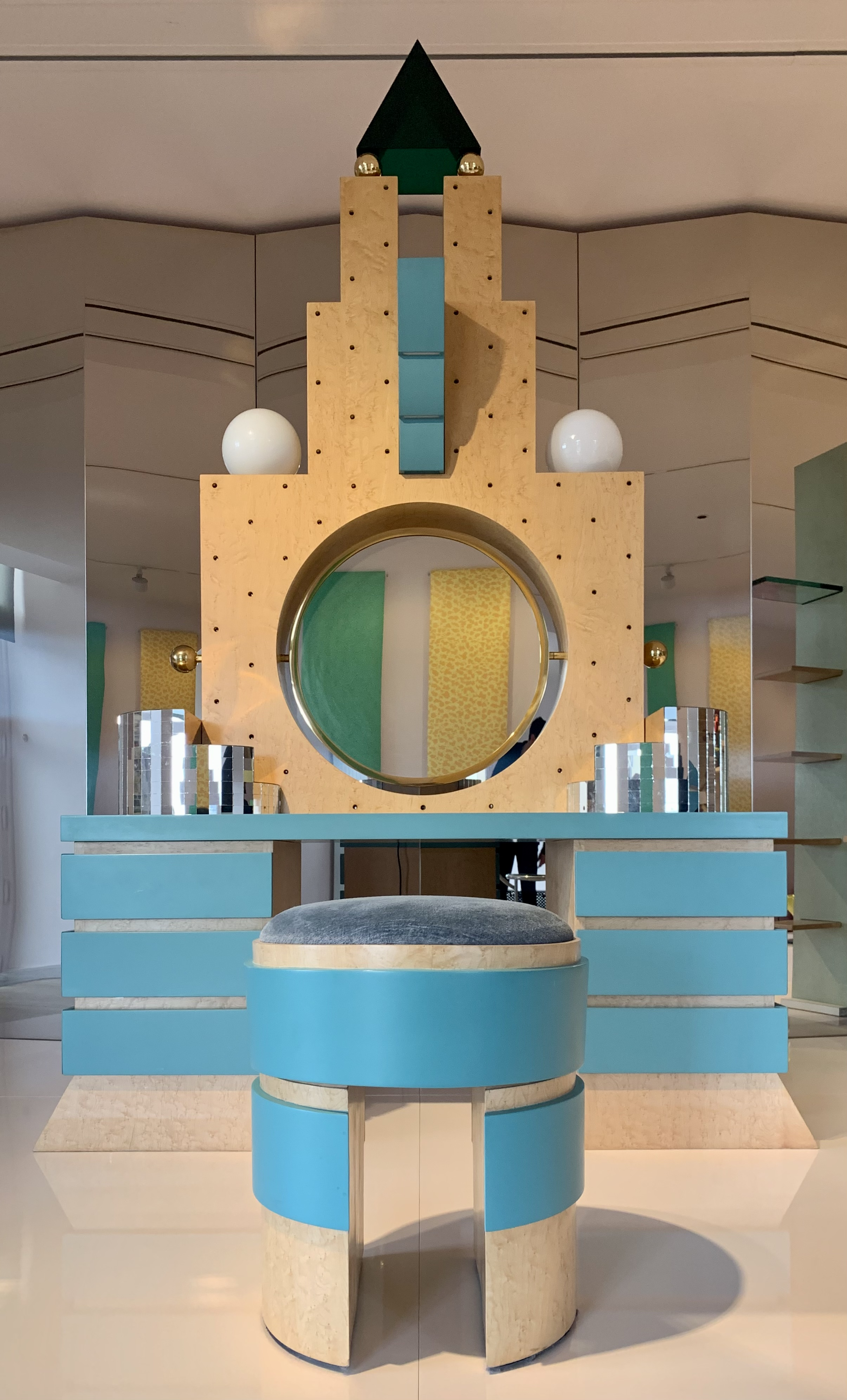
Tocador y taburete Plaza, de Michael Graves, 1981
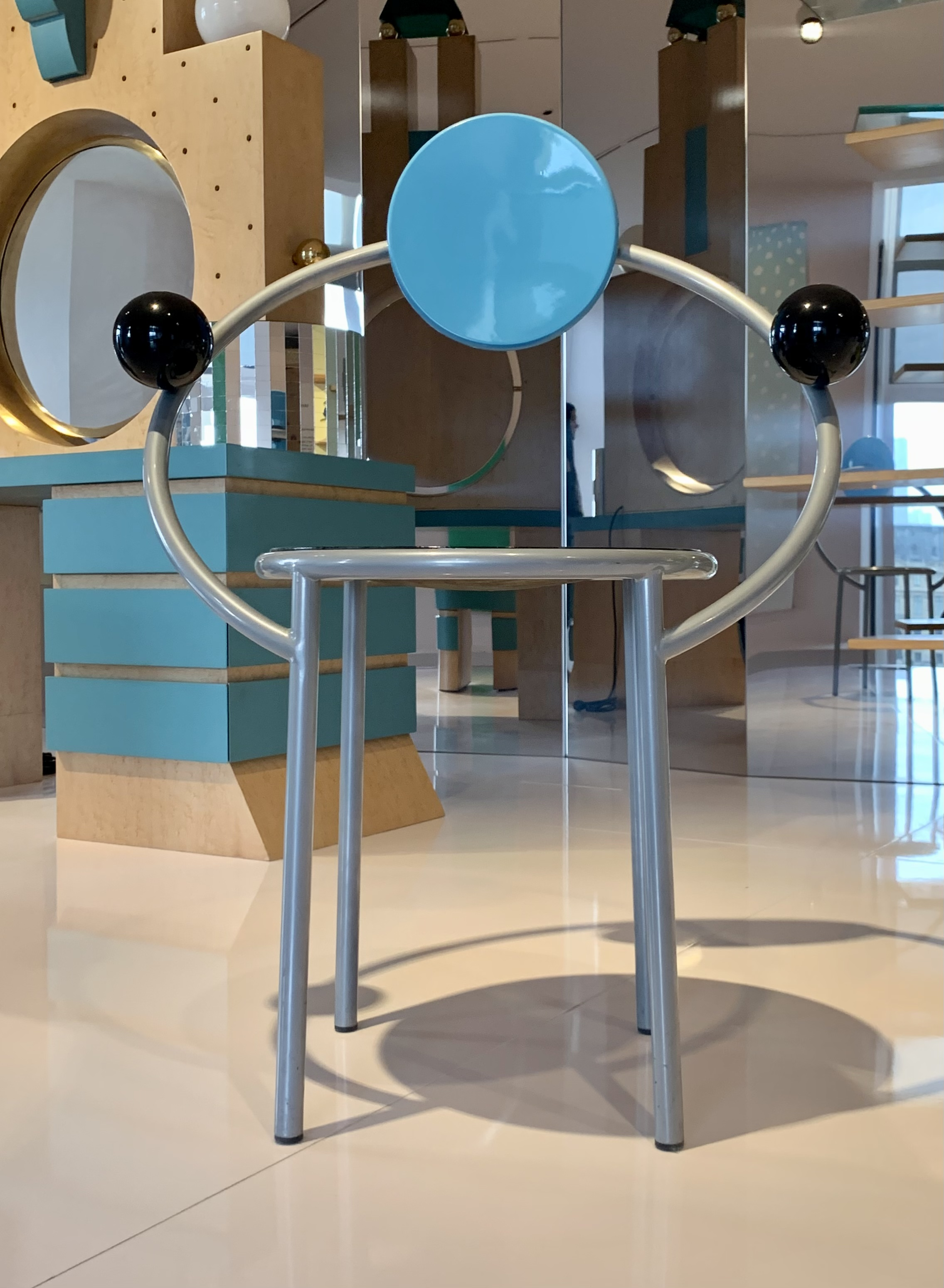
Silla por Michael Graves de 1982
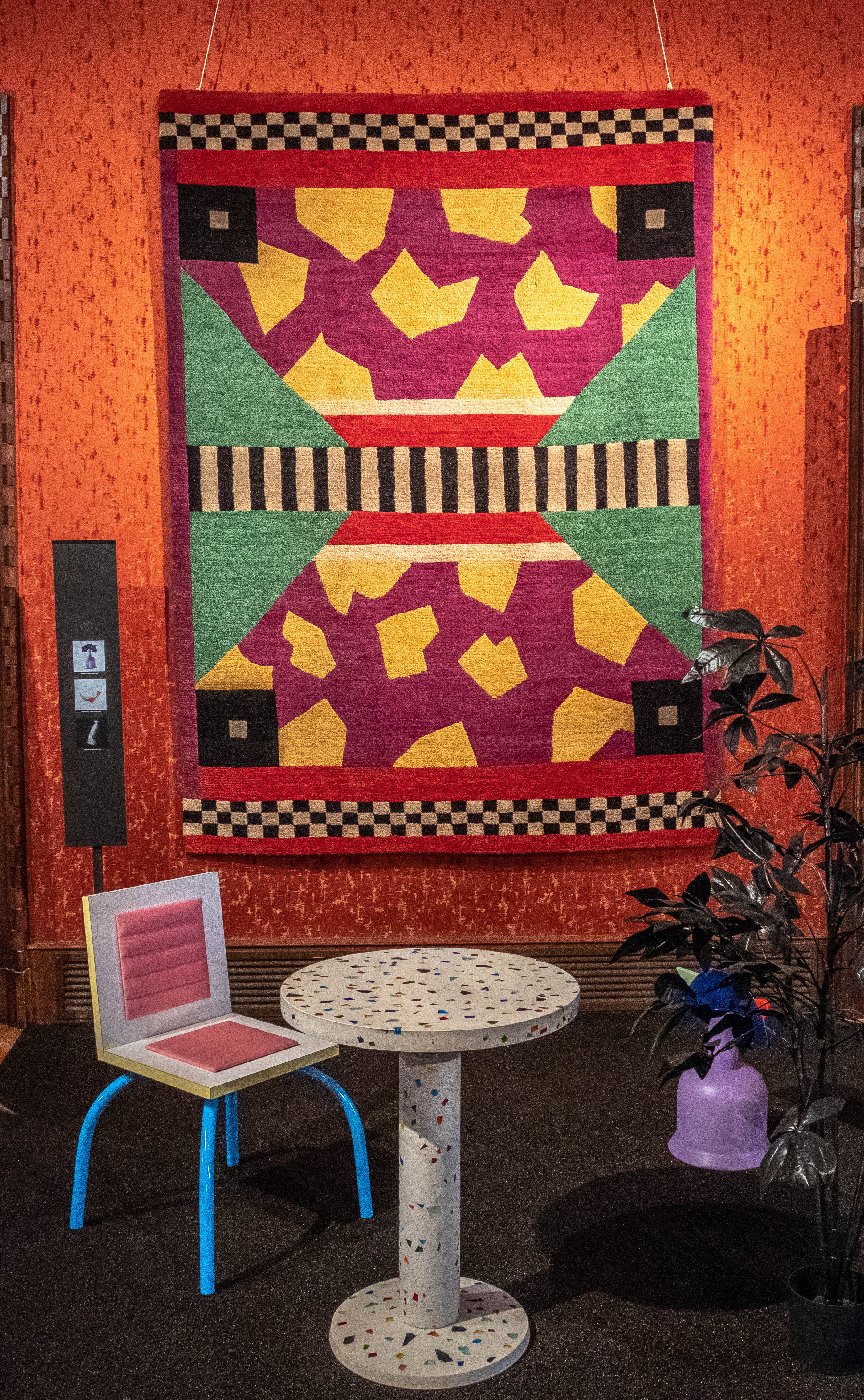
Tapiz por Nathalier Du Pasquier